# Hamburg (Schiff, 1911)
Die Hamburg war das erste deutsche Fischereifabrikschiff. Es sollte als Mutterschiff und Fabrikschiff für eine Flotte von Fischdampfern vor Grönland dienen.

Sie wurde 1939/40 aus dem Frachtschiff Ilmar umgebaut. Das 1927 vom Norddeutschen Lloyd in Großbritannien angekaufte Schiff war 1911 vom Bremer Vulkan als Emir für die Deutsche Ost-Afrika Linie fertiggestellt worden.

Am 3. März 1941 wurde die Hamburg während eines britischen Raids auf die Lofoten gegen die deutsche Fischversorgung vom britischen Zerstörer Tartar in Osan, Svolvær versenkt.

## Geschichte
Die Deutsche Ost-Afrika Linie (DOAL) war 1890 für die neue Reichspostdampferlinie gegründet worden. Bis 1905 hatte sie nur neue Postdampfer und Küstenschiffe bauen lassen. Sie verfügte über wenige große Frachtschiffe, die gebraucht angekauft worden waren und auf den Nebenlinien im Indischen Ozean eingesetzt wurden. 1905 war der Verkehr nach Ostafrika so weit angestiegen, dass auch auf der Hauptlinie ein Bedarf für reine Frachtschiffe entstand. Erste Neubauten von 5100 BRT wurden beim Bremer Vulkan unter den Baunummern 492/3 bestellt, die als Khalif und Khedive im November 1906 und Januar 1907 abgeliefert wurden.
Die spätere Hamburg wurde 1910 von der DOAL ebenfalls beim Bremer Vulkan in Vegesack in Auftrag gegeben. Am 28. Januar 1911 lief sie als Frachtdampfer Emir vom Stapel und am 4. März 1911 lieferte die Bauwerft das Schiff ab. Das Schiff entstand nach den Plänen für die 1910 abgelieferte Carl Woermann für die eng verbundene Woermann-Linie. Für die DOAL wurden 1911 noch die Schwesterschiffe Muansa und Rufidji fertiggestellt. Drei weitere Schiffe dieses Typs wurden während des Ersten Weltkriegs gebaut, kamen aber erst nach dem Kriegsende und Auslieferung unter fremden Flaggen zum Einsatz.

Die Emir wurde im Hamburg-Ostafrikadienst der DOAL eingesetzt. Am 5. August 1914, ganz zu Beginn des Ersten Weltkrieges, wurde das Schiff von der britischen Sloop HMS Cormorant gestoppt und nach Gibraltar eingebracht.
Ab 1915 fuhr das Schiff, zunächst ohne Umbenennung, im Dienst der Liverpooler Reederei Elder Dempster, 1916 taufte sie den Frachter auf Polladern. Im Jahr 1917 gab man das Schiff ohne Umbenennung an die ebenfalls in Liverpool ansässige Reederei J. Herron & Company weiter. Im Jahr 1921 ging das Schiff an die Sun Shipping Company, die es in Sunheath umbenannte und von Mitchell Cotts & Company in London bereedern ließ.
1927 erwarb der Norddeutsche Lloyd aus Bremen das Schiff und betrieb es bis 1934 unter dem Namen Ilmar weiter. Das Schiff wurde überwiegend nach Westafrika eingesetzt. Ab 1934 gehörte das Schiff der Hamburg-Bremer Afrika-Linie (HBAL) und gelangte im Zuge der staatlichen Entflechtung der deutschen Reedereien 1935 in den Besitz der Woermann-Linie. Im Februar 1937 brachte das Schiff die deutschen Schnellboote S-1, S-3 und S-5 nach Spanien.
Am 31. Oktober 1939 übernahm die Hochseefischerei-Gesellschaft Hamburg, Andersen & Co. aus Hamburg das Schiff und ließ es nach Umbenennung auf den Namen Hamburg bis Anfang 1940 zum ersten Vollfroster-Fabrikschiff umbauen. Es war als Fischereimutterschiff in der Flottillenfischerei vor Grönland vorgesehen und wurde mit Filetieranlagen für eine Verarbeitungsleistung von 50 Tonnen pro Tag, einer umfangreichen Kälteanlage für die Tiefkühlkonservierung von an Bord erzeugten Fischfilets, entsprechenden Tiefkühlladeräumen für rund 1500 Tonnen Fisch und einer Fischmehlanlage sowie Fischöl, bzw. -trananlage ausgerüstet. Da das Schiff aber kriegsbedingt nicht auf den vorgesehenen Fanggründen arbeiten konnte, setzte man es ab 1940 vor Norwegen ein.

Am 3. März 1941 wurde die Hamburg im Zuge der Operation Claymore vom britischen Zerstörer Tartar in Osan, Svolvær versenkt.